# Cantonul Grez-en-Bouère
Cantonul Grez-en-Bouère este un canton din arondismentul Château-Gontier, departamentul Mayenne, regiunea Pays de la Loire, Franța.

## Comune
| Comune                 | Populație (1999) | Cod poștal | Cod INSEE |
| ---------------------- | ---------------- | ---------- | --------- |
| Ballée                 | ...              | 53340      | 53017     |
| Beaumont-Pied-de-Bœuf  | ...              | 53290      | 53027     |
| Bouère                 | ...              | 53290      | 53036     |
| Bouessay               | ...              | 53290      | 53037     |
| Le Buret               | ...              | 53170      | 53046     |
| Grez-en-Bouère         | ...              | 53290      | 53110     |
| Préaux                 | ...              | 53340      | 53184     |
| Ruillé-Froid-Fonds     | ...              | 53170      | 53193     |
| Saint-Brice            | ...              | 53290      | 53203     |
| Saint-Charles-la-Forêt | ...              | 53170      | 53206     |
| Saint-Loup-du-Dorat    | ...              | 53290      | 53233     |
| Villiers-Charlemagne   | ...              | 53170      | 53273     |